# ليون هيل
ليون هيل (28 فبراير 1936 في أستراليا - 22 يناير 2018) (بالإنجليزية: Leon Hill)‏ هو لاعب كريكت أسترالي. لعب مع فريق جنوب أستراليا للكريكت ‏ وفريق كوينسلاند للكريكت ‏.

## وصلات خارجية
- ليون هيل على موقع إي آس بي آن كريك إنفو (الإنجليزية)